# Lipůvka
Lipůvka (deutsch Lipuwka) ist eine Gemeinde in Tschechien. Sie liegt fünf Kilometer nördlich von Kuřim und gehört zum Okres Blansko.

## Geographie

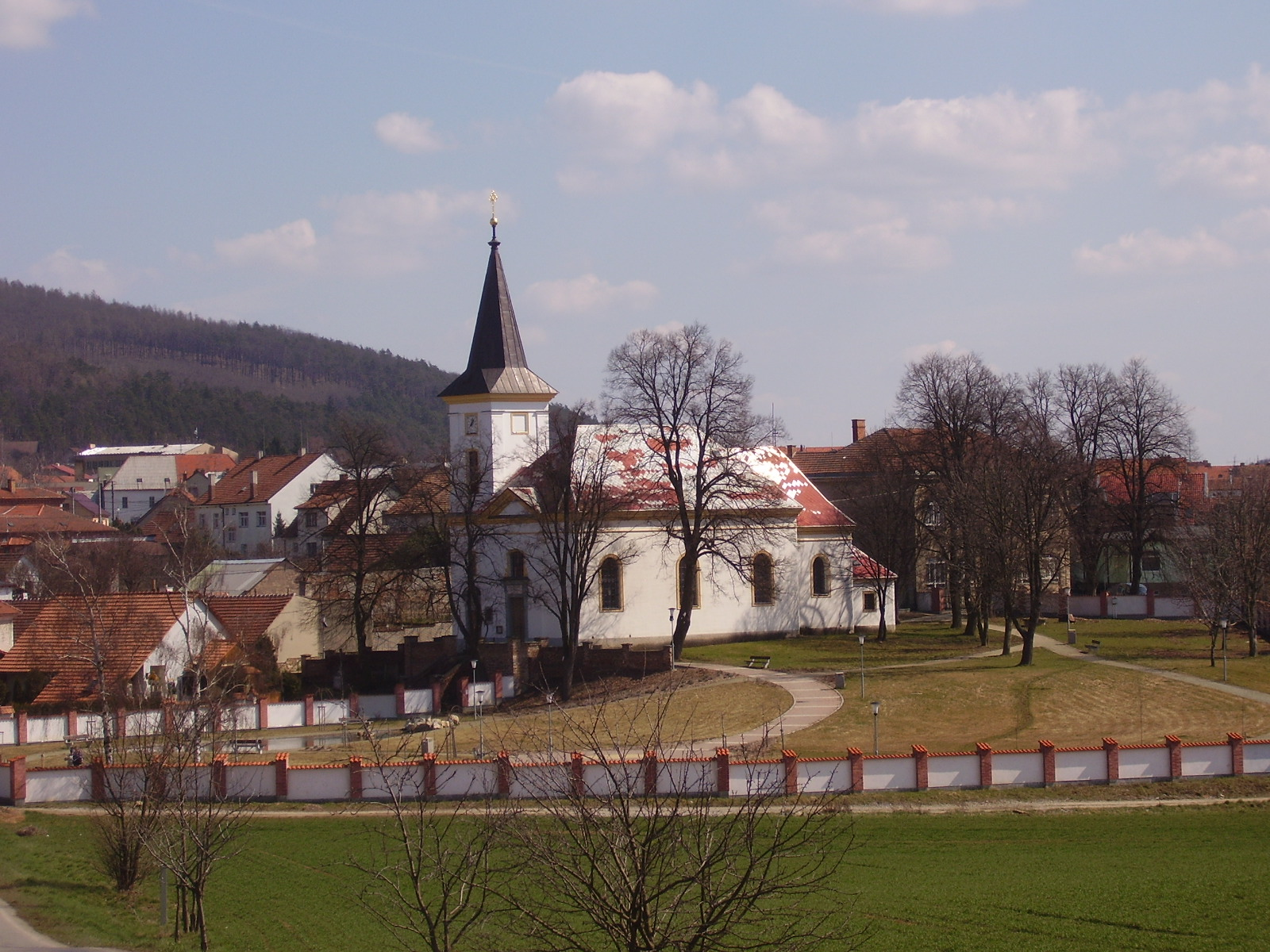
Kirche von Lipůvka

Lipůvka befindet sich am westlichen Fuße des Drahaner Berglandes in der Boskowitzer Furche. Das Dorf liegt auf einem Sattel zwischen den Tälern der Lažánka und Kuřimka. Nördlich erhebt sich die Společná hora (429 m), im Nordosten der Bukovec (596 m), östlich der Dubový kopec (533 m), im Südosten die Spálená skála und südlich die Maňová (433 m). Durch den Ort führt die Staatsstraße I/43/E 461 von Brno nach Černá Hora, die sich hier mit der Straße II/379 von Tišnov nach Blansko kreuzt.
Nachbarorte sind Lažany im Norden, Blansko und Hořice im Nordosten, Olešná und Svinošice im Osten, Vranov, U Jelínka und Lelekovice im Südosten, Podlesí und Kuřim im Süden, Čebín und Malhostovice im Südwesten, Nuzířov im Westen sowie Všechovice und Skalička im Nordwesten.

## Geschichte
Die erste schriftliche Erwähnung von Lipůvka erfolgte im Jahre 1371. Seit dem 17. Jahrhundert ist in dem Dorf eine Schule nachweisbar. Östlich des Dorfes wurde 1784 an der Kaiserstraße von Wien über Brünn nach Prag eine ärarische Erbpost eingerichtet. Die anderthalb Kilometer südwestlich gelegene Wallfahrtskirche St. Clemens wurde im Zuge der Josephinischen Reformen im Jahre 1787 niedergerissen. 1818 erfolgte an der Cäcilienkirche der Bau eines neuen Schulhauses für einen einklassigen Unterricht.
Nach der Aufhebung der Patrimonialherrschaften bildete Lipůvka ab 1850 eine Gemeinde in der Bezirkshauptmannschaft Brünn. Die Post bei Lipůvka wurde 1876 aufgehoben. Seit dem 1. November 1896 gehörte Svinošice zur neu gebildeten Bezirkshauptmannschaft Tischnowitz. 1902 entstand in der Gemeinde ein neues Schulgebäude, in dem dreiklassig unterrichtet wurde; darin befindet sich heute der Kindergarten. Im Jahre 1961 wurde eine neue Grundschule eingeweiht. Seit dem 19. Jahrhundert erfuhr der Ort eine starke Erweiterung und wuchs nach Osten weit über die alte Kaiserstraße, heute I/43/E 461 hinaus. Seit 1950 gehört die Gemeinde zum Okres Blansko. Lipůvka ist katholischer Pfarrort für Lažany, Nuzířov und Svinošice.

## Gemeindegliederung
Für die Gemeinde Lipůvka sind keine Ortsteile ausgewiesen.

## Sehenswürdigkeiten
- Pfarrkirche der hl. Cäcilie am Marktplatz, erbaut 1750
- Grundmauern der Kirche des hl. Clemens, westlich des Ortes auf halbem Wege nach Malhostovice, die ehemalige Wallfahrtskirche wurde 1787 abgetragen. Ihre Glocke befindet sich heute in Závist.
- Naturdenkmal Babí lom, mit Aussichtsturm, der Felsgrat liegt südöstlich von Lipůvka
- Betsäule
- ehemalige Post, heute Metzgerladen

## Söhne und Töchter der Gemeinde
- Karel Skoupý (1886–1972), Bischof von Brünn